# Axiomas de Wightman
Los axiomas de Wightman constituyen uno de los enfoques existentes para construir una teoría cuántica de campos rigurosa, que combine los requerimientos relativistas y los principios cuánticos.

## W0 (suposiciones de la mecánica cuántica relativista)
La mecánica cuántica fue formalizada por John von Neumann, mientras que la forma en que las simetrías se reflejan en la misma viene descrita por un famoso teorema de Eugene Paul Wigner. Esto es para aprovechar la exitosa descripción de partículas relativistas de Eugene Paul Wigner en su famoso paper de 1939. Así, los estados puros vienen dados por los rayos de algún espacio de Hilbert complejo separable. (Para el cual el producto escalar será denotado <Ψ| Φ>).
En mecánica de onda elemental, la fase total de una función de onda Ψ no es observable. En mecánica cuántica general, esta idea conduce al postulado que dado un vector Ψ en el espacio de Hilbert, todos los vectores que se diferencian de Ψ por un múltiplo complejo diferente a cero (rayo que contiene Ψ) deben representar igual estado puro del sistema. Geométricamente, decimos que el espacio relevante es el conjunto de rayos, conocido como espacio proyectivo de Hilbert. La interpretación del producto escalar en términos de (amplitud de) probabilidad significa que, por la convención, necesitamos considerar solamente vectores de longitud unidad. Observe que los rayos mismos no forman un espacio lineal (sino una variedad proyectiva). Un vector unitario Ψ en un rayo dado Ψ se puede utilizar para representar el estado físico más convenientemente que Ψ mismo, aunque es ambiguo en fase (múltiplo complejo de módulo unidad). La probabilidad de transición entre dos rayos Ψ y Φ se puede definir en términos de los representantes Ψ y Φ vectoriales por:
{\displaystyle P(\Psi ,\Phi )=|\langle \Psi ,\Phi \rangle |^{2}}
y es independiente de qué representantes vectoriales, de Ψ y Φ se eligen. Wigner postuló que la probabilidad de la transición entre los estados debe ser igual para todos los observadores relacionados por una transformación de la relatividad especial. Más generalmente, él consideraba el enunciado de que una teoría sea invariante bajo un grupo G se expresará en términos de la invariancia de la probabilidad de transición entre cualesquiera dos rayos. La declaración postula que el grupo actúa en el conjunto de rayos, es decir, en el espacio proyectivo. Sea (a, L) un elemento del grupo de Poincaré (el grupo no homogéneo de Lorentz), así, a es un tetra-vector real de Lorentz que representa el cambio del origen del espacio-tiempo
{\displaystyle x\mapsto x-a}
(x en el espacio de Lorentz = R4)
y L es una transformación de Lorentz, que se puede definir como transformación lineal del espacio-tiempo cuadridimensional que preserva la distancia c²t²- x.x de Lorentz de cada vector (c t, x). Entonces la teoría es invariante bajo el grupo de Poincaré si para cada rayo Ψ del espacio de Hilbert y cada elemento (a, L) del grupo se da un rayo Ψ(a, L) transformado, y la (amplitud de) probabilidad de transición queda sin cambios por la transformación:
<Ψ(a, L)| Φ(a, L)> = <Ψ| Φ>
El primer teorema de Wigner es que, bajo estas condiciones, se puede expresar la invariancia más convenientemente en términos de operadores lineales o anti-lineales (de hecho, unitarios o antiunitarios); el operador de simetría en el espacio proyectivo de rayos puede ser subido al espacio subyacente de Hilbert. Haciendo esto para cada elemento del grupo (a, L), conseguimos una familia de operadores unitarios o antiunitarios U(a, L) en nuestro espacio de Hilbert, tal que el rayo Ψ transformado por (a, L) sea igual que el rayo que contiene U(a, L)Ψ. Si restringimos la atención a los elementos del grupo conectado con la identidad, entonces el caso anti-unitario no ocurre. Sean (a,L) y (b,M) dos transformaciones de Poincaré, y denotemos su producto de grupo como (a, L).(b, M) de la interpretación física vemos que el rayo que contiene U(a, L) [U(b, M)Ψ] (para cualquier Ψ) debe ser el rayo que contiene U((a, L).(b, M))Ψ. Por lo tanto estos dos vectores se diferencian por una fase, que puede depender de los dos elementos del grupo (a,L) y (b,M). Estos dos vectores no necesitan ser iguales, sin embargo. De hecho, para las partículas de espín 1/2, no pueden ser iguales para todos los elementos del grupo. Por el uso adicional de cambios de fase arbitrarios, Wigner demostró que el producto de los operadores unitarios de representación obedece:
{\displaystyle U(a,L)U(b,M)=(+/-)U((a,L).(b,M))}
en vez de la ley del grupo. Para las partículas de espín entero (piones, fotones, gravitones...) uno puede quitar +/- por cambios de fase adicionales, pero para las representaciones de espín semientero, no podemos, y cambia discontinuamente mientras que giramos alrededor de cualquier eje por un ángulo de 2π. Podemos, sin embargo, construir una representación del grupo de recubrimiento del grupo de Poincaré, llamado SL(2, C) esto tiene elementos (a,A) como antes, a es un tetra-vector, pero ahora A es una matriz 2 por 2 compleja con determinante unidad. Denotamos los operadores unitarios que obtenemos por U(a, A), y éstos nos dan una representación continua, unitaria y verdadera en que la colección de U(a, A) obedece la ley del grupo SL(2, C).
Debido al cambio de signo bajo rotaciones de 2π, los operadores hermitianos que se transforman como espín 1/2, 3/2 etc. no puede ser observables. Esto se muestra como las reglas de superselección de univalencia: las fases entre los estados de espín 0, 1, 2, etc. y los de espín 1/2, 3/2, etc., no son observables. Esta regla es adicional a la no observabilidad de la fase total de un vector del estado. Respecto a los observables, y a los estados |v>, conseguimos una representación U(a, L) del grupo de Poincaré, en subespacios de espín entero, y U(a, A) del SL(2, C) en subespacios del semientero, que actúa según la interpretación siguiente: 
Un ensamble que corresponde a U(a, L)|v> debe ser interpretada con respecto a los coordenadas x' = L-1(x-a) exactamente de la misma manera que un conjunto que corresponde a |v> se interpreta con respecto a los coordenadas x y semejantemente para los subespacios impares.
El grupo de traslaciones del espacio-tiempo es conmutativo, así que los operadores pueden ser simultáneamente diagonalizados. Los generadores de estos grupos nos dan cuatro operadores autoadjuntos, P0, Pj, j=1,2,3, que se transforman bajo el grupo homogéneo como un tetra-vector, llamados el tetra-vector de energía-momento.
La segunda parte del cero-ésimo axioma de Wightman es que la representación U(a, A) satisface la condición espectral - que el espectro simultáneo de energía-momento está contenido en el cono delantero:
{\displaystyle P_{0}\geq 0}............... {\displaystyle P_{0}^{2}-P_{j}P_{j}\geq 0}.
La tercera parte del axioma es que hay un estado único, representado por un rayo en el espacio de Hilbert, que es invariante bajo la acción del grupo de Poincaré. Se llama un vacío.

## W1 (asunciones sobre el dominio y la continuidad del campo)
para cada función f de prueba, existe un conjunto de operadores A1(f),..., An(f) que, junto con sus adjuntos, están definidos en un subconjunto denso del espacio de Hilbert de estados, conteniendo el vacío. Los campos A son distribuciones temperadas valoradas en operadores. El espacio de Hilbert de estados es generado por los polinomios de campo que actúan en el vacío (condición de ciclicidad).

## W2 (ley de transformación del campo)
Los campos son operadores que bajo la acción del grupo de Poincaré (esto correspondería por ejemplo a un cambio del sistema de referencia), el operador asociado al campo debe transformarse según una representación S del grupo de Lorentz (o de su recubridor universal SL(2, C) si el espín no es número entero):

{\displaystyle U(a,\Lambda )^{\dagger }A(x)U(a,\Lambda )=S(\Lambda )A(\Lambda ^{-1}(x-a))}

donde:
el par {\displaystyle (a,\Lambda )\in {\mathcal {P}}} es un elemento del grupo de Poincaré, siendo a una traslación espacio-temporal y Λ un elemento del grupo de Lorentz.

## W3 (conmutatividad local o causalidad microscópica)
Si los soportes de dos campos están separados por un intervalo de "tipo espacio", es decir:

{\displaystyle {\begin{matrix}f_{i}(x)g_{j}(y)=0\Leftarrow \eta _{\alpha \beta }(x^{\alpha }-y^{\alpha })(x^{\beta }-y^{\beta })\geq 0\\i,j\in \{1,\dots ,r\},\ x,y\in \mathbb {R} ^{4}\end{matrix}}}

Entonces los campos asociados conmutan (si se trata de campos bosónicos) o anticonmutan (si se trata de campos fermiónicos):

{\displaystyle [\phi (f),\phi (g)]_{\pm }=[\phi (f),\phi ^{\dagger }(g)]_{\pm }=0}

## Salto de masa (mass gap)
La ciclicidad de un vacío, y la unicidad de un vacío se considera a veces por separado. También, hay una propiedad de lo completitud asintótica - que el espacio del hilbert de estados es generado por los espacios asintóticos Hin y Hout, apareciendo en la matriz de dispersión S. La otra propiedad importante de la teoría de campos que no es requerida por los axiomas es salto de masa - que el espectro de energía-momento tenga un salto entre cero y un cierto número positivo.
De estos axiomas, se siguen ciertos teoremas generales:
- La conexión entre el espín y la estadística - los campos que se transforman según espín semientero anticonmutan, mientras que los de espín entero conmutan (Axioma W3).
- El teorema CPT - hay una simetría general bajo cambio de paridad, de reversión de las partículas antipartículas y de la inversión del tiempo (ningunas de estas simetrías existen por separado en la naturaleza, como experimentalmente se ha verificado)

Arthur Wightman demostrado que las distribuciones del valor de la expectativa del vacío, satisfaciendo cierto conjunto de propiedades que se siguen de los axiomas, son suficientes para reconstruir la teoría de campos - teorema de reconstrucción de Wightman, incluyendo la existencia de un estado de vacío; no encontró la condición de los valores de la expectativa del vacío que garantizaban la unicidad del vacío; esta condición, la propiedad cluster, fue encontrada más adelante por Jost, Hepp, Ruelle y Steinmann.
Si la teoría tiene un salto de masa, es decir no hay masas entre 0 y una cierta constante mayor de cero, entonces el las distribuciones de expectativa del vacío son asintóticamente independientes en regiones distantes. 
El teorema de Haag dice que no puede haber imagen de interacción, que no podemos utilizar el espacio de Fock de partículas no interactuantes como espacio de Hilbert - en el sentido que identificaríamos los espacios de Hilbert vía polinomios de campos que actúan en un vacío en cierto instante.
Actualmente, no hay prueba de que estos axiomas se puedan satisfacer para las teorías de gauge en cuatro dimensiones, por eso el modelo estándar no está definitivamente fundamentado. Hay un premio de un millón de dólares para una prueba de que estos axiomas se pueden satisfacer para las teorías de gauge, con el requisito adicional de salto de masa.
- Datos: Q2874804